# ایرنه مونتالا
ایرنه مونتالا (اسپانیایی: Irene Montalà‎؛ زاده ۱۸ ژوئن ۱۹۷۶) بازیگر اهل اسپانیا است.
از فیلم‌ها یا برنامه‌های تلویزیونی که وی در آنها نقش داشته‌است می‌توان به ببخشید اگر عشق صدایت می‌زنم، فائوستو ۵٫۰،  آپارتمان اسپانیایی، روتوایلر، عروسک‌های روسی و مدرسه شبانه روزی و کشتی اشاره کرد

## افتخارات
- ایرنه مونتالا به عنوان یکی از زیباترین زنان جهان در لیست جهانی BWC ثبت شده‌است.

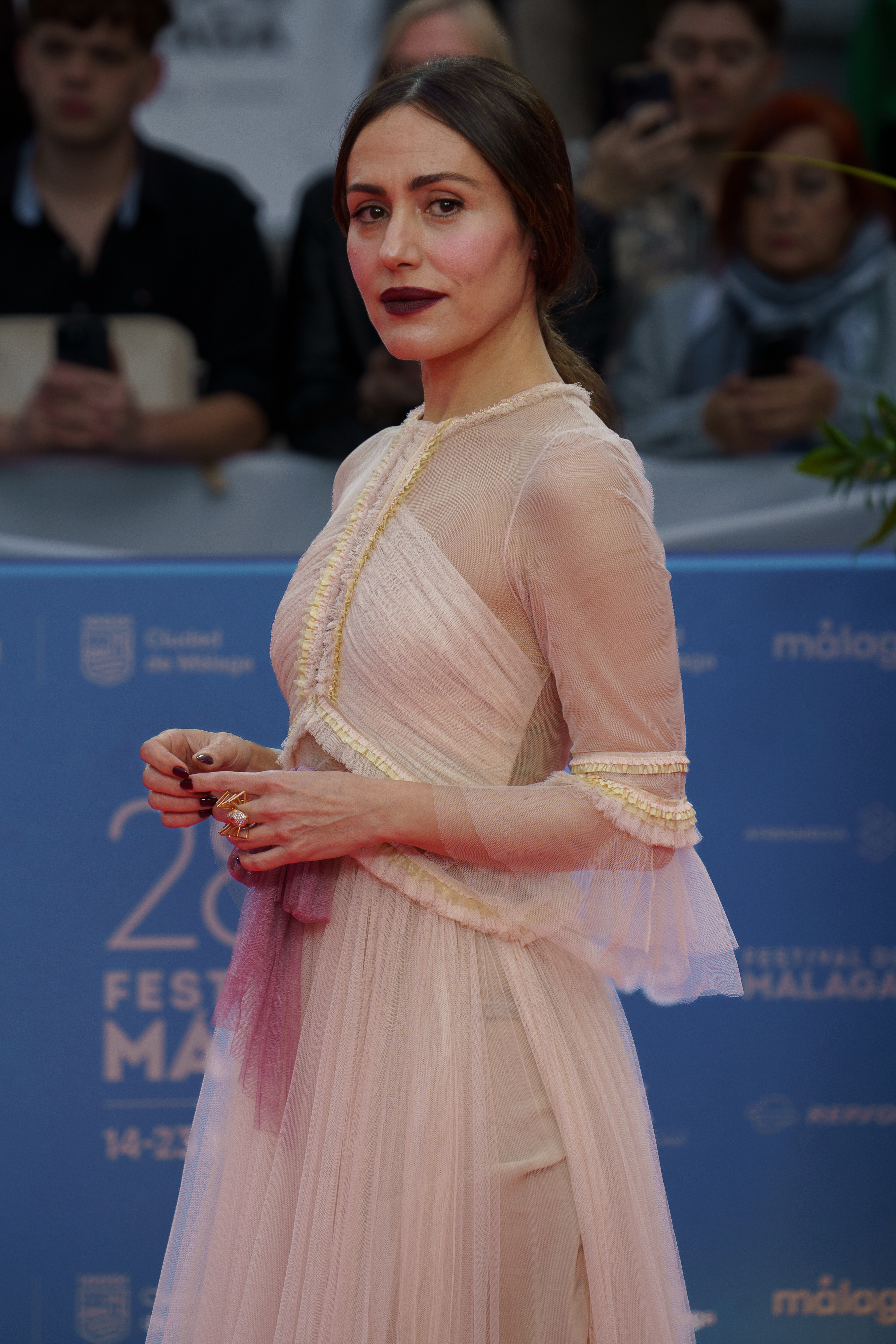